# Arbutus madrensis
Arbutus madrensis és una espècie d'arbre que pertany a la família de les ericàcies (Ericaceae) que és originària de Mèxic.

## Descripció
Arbutus madrensis és un arbre que es distingeix d'altres espècies d'arboç per la seva escorça rugosa, persistent fins als últims branquillons i per les seves fulles grans, àmpliament ovades a el·líptiques, amb pubescència oxidada no glandular.

## Distribució i hàbitat
Arbutus madrensis es distribueix als estats mexicans de Sinaloa, Durango, Jalisco i Nayarít. En el seu hàbitat és un arbre comú en boscos de pi i roure madrense de la Sierra Madre Occidental entre els 2400 i 2800 m d'altitud.

## Taxonomia
Arbutus madrensis va ser descrita per María del Socorro González Elizondo i publicat a Acta Botánica Mexicana 17: 8, f. 1, a l'any 1992.
Etimologia
Arbutus: nom genèric llatí amb què es coneixia a l'arboç variant europea i mediterrània d'aquesta espècie.
madrensis: epítet geogràfic que fa referència a la seva localització a Sierra Madre Occidental de Mèxic.